# Fremdenzimmer
Als Fremdenzimmer werden in Deutschland, Österreich und Südtirol die gegen Entgelt oder gewerblich vermieteten Gästezimmer bezeichnet. In der Schweiz ist das Wort hingegen kaum gebräuchlich.
Die Zimmer zur Beherbergung von Gästen reichen von kleinen Einzelzimmern in Privathäusern über Doppelzimmer (beides heute meist mit Bad/WC) bis zu größeren Räumen mit Küche und begehbarem Schrank. Ab zwei Wohn-/Schlafräumen spricht man jedoch meist von einer Ferienwohnung oder einem Appartement. 

## Geschichtliche Aspekte
Zum Wort Fremdenzimmer schreibt ein neues Reisemagazin: „Das Fremdenzimmer ist, seit Wörter wie Gästehaus in Mode kamen, vom Aussterben bedroht. Als müsste der Reisende sich überall heimisch fühlen, als gehörte er, kaum aus dem Überlandbus geklettert, schon zur Familie.“ Vielleicht komme es „dem Fremden aber gerade auf die Mischung von Fernweh und Heimweh an…“
In den 1950er Jahren, als besonders durch die Vertriebenen aus den Ostgebieten die Wohnungsnot groß war, wurden viele Fremdenzimmer durch die Neuankömmlinge belegt. In einigen beliebten Urlaubsorten oder -gebieten – wie z. B. dem Harz – kam dadurch der traditionelle Fremdenverkehr als Wirtschaftssparte in Schwierigkeiten.
Die auch heute wieder gebietsweise benötigten Flüchtlingsquartiere werden hingegen von den Behörden meist dort angemietet, wo der Tourismus an Bedeutung verloren hat. Teilweise sinken sie dadurch zu einem Status ab, den man früher mit „Notquartier“ assoziierte.
Dass auch Privatzimmer ein eigenes kleines Bad (heute meist mit Dusche) haben, ist erst seit einigen Jahrzehnten üblich. Denn um 1960 galt es in Privatquartieren mancher Gegenden als fortschrittlich, „Zimmer mit Fließwasser“ oder gar mit Warmwasser anbieten zu können. Es war keineswegs sicher, ob sich diese baulichen Investitionen lohnen würden.
Im Regelfall haben sich jene Ferienregionen am stärksten entwickelt, wo frühzeitig auf diese Investitionen und die Infrastruktur geachtet wurde. Viele leiden allerdings inzwischen unter den Problemen des seinerzeit geförderten Massentourismus. Daher ist neben einem neuen Spezial- und Aktivurlaub, Städte- und Qualitätstourismus auch wieder der Trend zur Natürlichkeit – und generell zum „Wellness“ – zu verzeichnen. Gleichzeitig hat sich die durchschnittliche Verweildauer am selben Ort deutlich vermindert, weil viele Menschen ihren Urlaub auf verschiedene Jahreszeiten aufteilen.
Eine der höchsten Flächendichten an Fremdenzimmern hat Monaco. Nach einem Bericht der Zeit (Online 28/2005) kommen zu den 2200 Unterkünften bald 600 weitere.

## Die Art der Unterkünfte

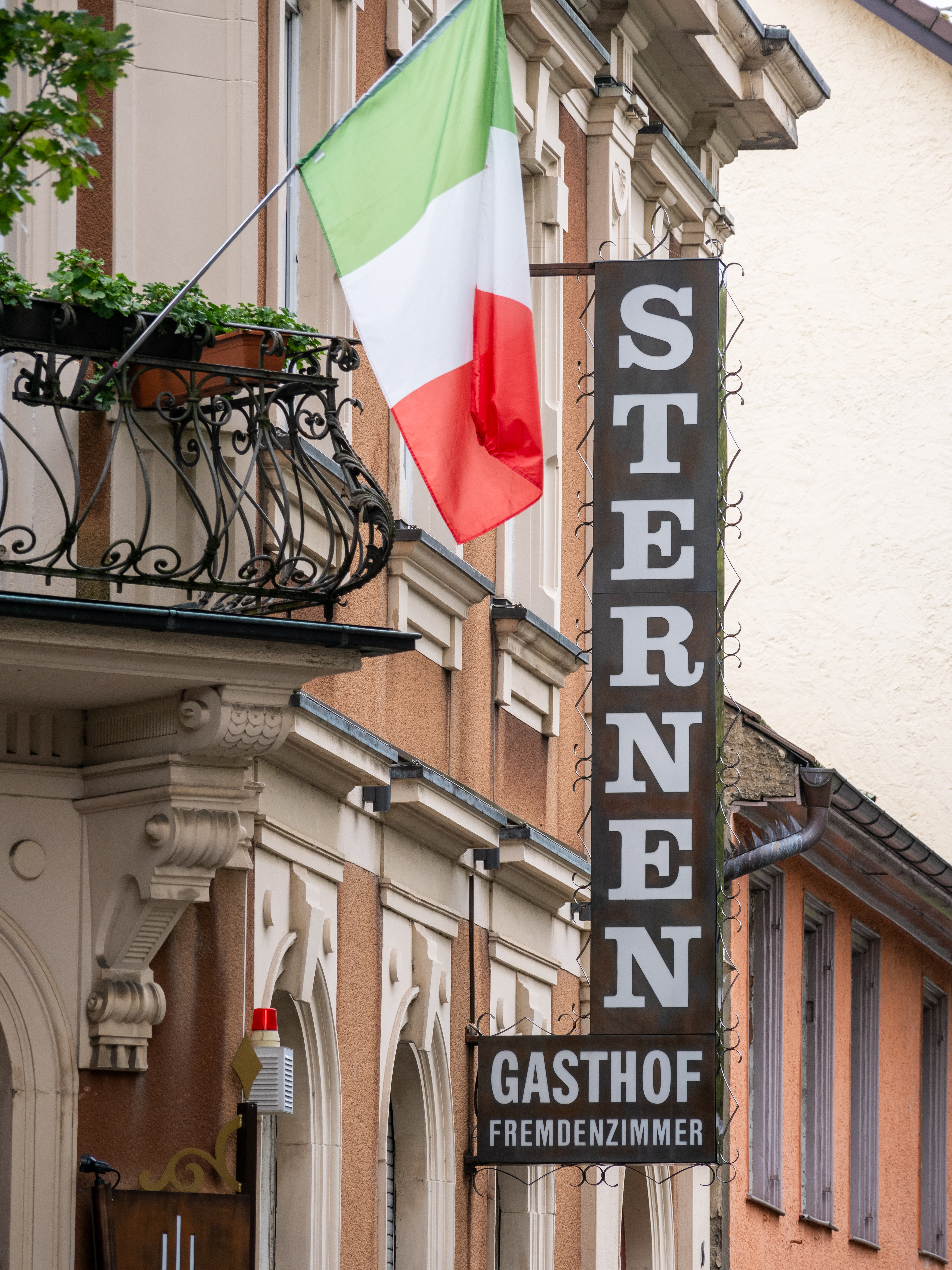
Gasthof mit Fremdenzimmer in Singen (Hohentwiel)

Fremdenzimmer werden von Privatpersonen und den verschiedensten Tourismusbetrieben errichtet und angeboten, unter anderem
- als Privatzimmer, -Quartier, -Unterkunft,
- auf Bauernhöfen – siehe Urlaub auf dem Bauernhof;
- von Gasthöfen (im Gasthaus meist nur Verköstigung), Herbergen, Berghütten,
- von Pensionen, Hotels (Kategorien bis *****) oder Kurhäusern.
- Für spezielle Gruppen von Gästen oder Reisenden:
  - in einem Gästehaus (z. B. von Gewerkschaften, großen Unternehmen)
  - Jugendgästehäuser für Reisegruppen, Jugendherbergen
  - Radfahr- und Wanderhotels, Unterkünfte an Wallfahrtsrouten
- von vielen Klöstern (traditionell z. B. die Benediktinerklöster), Exerzitien- und Bildungshäusern.
- Für längere Zeiten sind hingegen Unterkünfte wie Kolpinghaus oder Studentenheim vorgesehen.

Privat wird für den Urlaub seit einigen Jahren zunehmend die Möglichkeit von Wohnungs- und Haustausch mit Bekannten oder über Inserate genützt.
Im Regelfall kommen die Gäste (das Wort „Fremde“ hat einen Bedeutungswandel erlebt)
- auf Voranmeldung (Gasthof, Pension, Hotel, Kurhaus usw.),
- während für spontane Gäste oft die Hinweisschilder („Zimmer frei“) oder die lokale Information der Gemeinde (der frühere „Zimmernachweis“) die wichtigsten Informationsquellen sind.
- Naturgemäß haben die Motels einen großen Anteil an kurzfristig gebuchten Übernachtungen.
- Für die Voranmeldung bzw. Buchung hat neben den traditionellen Wegen heute das Internet eine stark wachsende Bedeutung. Daher wird von privaten wie gewerblichen Anbietern zunehmend auf die Webpräsenz und auf die Qualität der Websites geachtet.

## Einzel-/Doppelzimmer
Unterschieden wird ein Fremdenzimmer nach der Anzahl der Personen, die es bewohnen können. So kann in einem Einzelzimmer ein Gast übernachten. Im Vergleich zum Doppelzimmer ist die Übernachtung im Einzelzimmer deutlich teurer, da der zweite Vollzahler fehlt und der entgangene Gewinn kompensiert werden muss, der Aufwand für den Hotelier aber fast der gleiche ist (z. B. Reinigungsaufwand). Häufig existieren auch keine expliziten Einzelzimmer und es muss zwangsläufig ein (potentielles) Doppelzimmer mit der entsprechenden Fläche genutzt werden. Doppelzimmer haben teils zwei Betten auf einem Bettgestell oder zwei zusammenstehende (Einzel-)Betten; in engen Räumen können es auch zwei Bettgestelle in verschiedenen Bereichen des Fremdenzimmers sein. Ältere Gäste buchen oft ausdrücklich ein „Zweibettzimmer“ (twin-bedded room) und bitten darum, kein „Doppelzimmer“ zugewiesen zu bekommen. Jedoch: nicht alle Beherbergungsbetriebe bieten ihren Gästen die Wahl zwischen Doppelzimmer und Zweibettzimmer.
Insbesondere bei geschäftsmäßig veranstalteten Gruppenreisen wird oftmals ein Einzelzimmerzuschlag verlangt. In der Praxis werden Gruppenreisen häufig von mehreren Einzelreisenden gebucht. Hier werden dann aus wirtschaftlichen Gründen „halbe Doppelzimmer“ angeboten, was der Zusammenlegung zweier Einzelreisender in einem Doppelzimmer entspricht. Der Reiseveranstalter verlangt in diesem Fall in der Regel keinen Einzelzimmerzuschlag. Ein halbes Doppelzimmer kann auch bedeuten, dass ein Doppelzimmer nur von einer Person bewohnt wird. Insbesondere bei komfortorientierten Reisenden ist diese Form der Unterbringung beliebt, die in den touristischen Ausschreibungen zumeist als „Einzelzimmer=Doppelzimmer“ angeboten wird.